# Club Atlético River Plate (baloncesto)
La sección de baloncesto del Club Atlético River Plate fue creada oficialmente en Belgrano, Buenos Aires, Argentina, el 25 de mayo de 1937. Participa en la tercera categoría del baloncesto argentino, la Liga Federal.

## Historia
La sección de básquet del Club Atlético River Plate fue creada en 1937 y ese mismo año conquistó su primer campeonato de la Federación de Buenos Aires. Al año siguiente repitió el logro en dos ocasiones, al quedarse tanto con el Torneo Oficial como con el Apertura de 1938. Posteriormente, volvió a ser campeón metropolitano en 1951, 1954, 1955, 1964, 1965 y 1966, consolidándose como una de las instituciones más poderosas del básquet porteño durante esas décadas.
En 1950, Buenos Aires fue sede del primer Campeonato Mundial de Baloncesto, en el que la selección argentina se consagró campeona. Tres jugadores de River Plate formaron parte de aquel plantel histórico: Alberto López, Leopoldo Contarbio y Vito Liva.
En 1983, River alcanzó un hito trascendental al proclamarse campeón del Campeonato Argentino de Clubes, la máxima competición nacional de aquel entonces. Al año siguiente obtuvo el subcampeonato del Campeonato Sudamericano de Clubes Campeones y fue subcampeón de la Liga Nacional de Transición de 1984, certamen previo a la instauración definitiva de la Liga Nacional de Básquet.
Su mejor campaña en la Liga Nacional de Básquet llegó en 1988, cuando alcanzó la final frente a Atenas de Córdoba, cayendo 3 a 0 en la serie decisiva. En las temporadas 1989 y 1990, Héctor Campana, vistiendo la camiseta de River, fue el máximo goleador de la Liga, lo que marcó uno de los momentos más recordados de la historia del club en la élite del básquet argentino. Sin embargo, en la temporada 1990, River descendió por primera vez de la Liga Nacional, tras finalizar en la 13.ª posición sobre 14 equipos.
En la temporada 1991-92, River tuvo una de las campañas más difíciles de su historia: para disputar esa temporada, el club adquirió la plaza de San Andrés, y finalizó en los puestos bajos de la tabla, debiendo disputar la serie por la permanencia ante su clásico rival, Boca Juniors. Tras una serie muy disputada, Boca se impuso 3-2 y River descendió por segunda vez de la Liga Nacional, un hecho que marcó profundamente al básquet del club.
Después de varios años fuera de la élite, River adquirió en 2002 la plaza de Deportivo Roca para retornar al Torneo Nacional de Ascenso, volviendo así a competir en el ámbito profesional tras diez años de ausencia. Dos temporadas más tarde, en la 2003-04, el equipo se consagró campeón del TNA, logrando el ascenso a la Liga Nacional. Además, fue subcampeón de la Copa Argentina de Básquet en 2004 y 2005, reafirmando su competitividad en el plano nacional.
En la temporada 2006-07 de la Liga Nacional, River Plate decidió vender su plaza, argumentando que la gestión del básquet no resultaba rentable debido a las pérdidas económicas generadas por la disciplina. Sin embargo, ningún club adquirió la plaza, por lo que al vencerse el plazo de venta, quedó bajo la administración de la Asociación de Clubes de Básquetbol, que posteriormente la vendió a Estudiantes de Bahía Blanca.
En octubre de 2014, el equipo de Primera División se consagró campeón del Torneo Pre Federal de FEBAMBA, lo que le otorgó el derecho a disputar el Torneo Federal 2014-15, marcando el regreso de River a las competencias profesionales de la Confederación Argentina de Básquetbol tras ocho años de ausencia.
Desde entonces, River Plate ha mantenido su presencia en torneos federales y metropolitanos, siendo un club con amplia tradición en el básquet argentino y reconocido por haber aportado jugadores históricos tanto a nivel nacional como internacional.

## Instalaciones

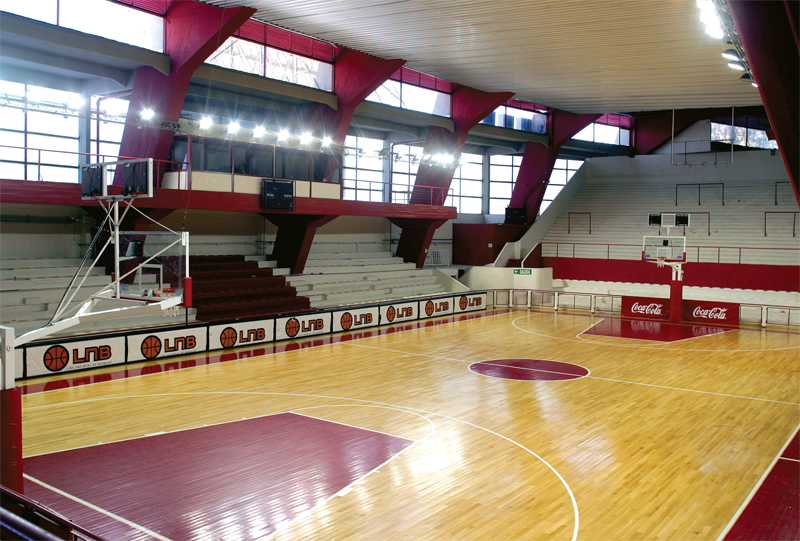
Microestadio de River Plate en 2015.

El Microestadio River Plate es el recinto cerrado donde se desarrollan las actividades de básquetbol y vóley de la institución. Está ubicado en el interior del Estadio Monumental, en el barrio de Belgrano, Buenos Aires.
El microestadio cuenta con una capacidad aproximada de 2.400 espectadores, con tribunas en tres de sus lados. El campo de juego es de parquet y posee dimensiones reglamentarias para competencias nacionales e internacionales. El acceso se facilita a través de la estación Ciudad Universitaria del Ferrocarril Belgrano Norte, mediante el Puente Ángel Labruna.
En septiembre de 2023 el recinto fue reinaugurado tras una remodelación integral. Las obras incluyeron el reemplazo total del parquet, la instalación de luminarias LED, nuevos tableros, impermeabilización, pintura general y detalles estéticos como el escudo del club en el centro de la cancha y la palabra “Grandeza” en uno de los laterales.

## Rivalidades
El Club Atlético Boca Juniors ha sido considerado el principal rival de River Plate en básquetbol cuando ambos coincidieron en la máxima categoría. Esta rivalidad refleja, en buena medida, la histórica competencia entre ambos clubes en el fútbol, que se extiende a otras disciplinas deportivas. No obstante, dado que River Plate suele desarrollar su básquet principalmente en categorías del ascenso, los enfrentamientos con Boca Juniors han sido escasos en los últimos años.

### Historial de enfrentamientos
|  | Supera al rival en el historial general          |
|  | Es superado por el rival en el historial general |

| Rival        | PJ | PG | PP | Dif |
| ------------ | -- | -- | -- | --- |
| Boca Juniors | 23 | 5  | 18 | -13 |
| Total        | 23 | 5  | 18 | -13 |

Notas
- Faltan partidos de la temporada 1989 y partidos en fase clasificatoria de 1991/92.

## Datos de la sección
Total de temporadas en ADC: 22
- Temporadas en primera división: 9
  - Liga Nacional de Básquet: 9 (1985 - 1990, 1991/92, 2004/05 - 2005-06)
  - Mejor ubicación en primera división: 2.º (1988)
  - Peor ubicación en primera división: 14.º (1991-92)
  - Ubicación en la tabla histórica de primera división: 30.º[12]
- Temporadas en Segunda División: 2
  - Torneo Nacional de Ascenso: 2 (2002/03 - 2003/04)
  - Mejor ubicación en segunda división: 1.º (2003/04)
  - Peor ubicación en segunda división: 9.º (2002/03)
- Temporadas en tercera división: 11
  - La Liga Federal: 11 (2014-15 - 2025)
  - Mejor ubicación en tercera división: 4.º (2017-18)
  - Peor ubicación en tercera división: 32.º (2015-16)

### Cronología
- A continuación se detalla la cronología del Club Atlético River Plate desde 1985, año en que comenzó la etapa profesional del baloncesto argentino.

## Palmarés
| Torneos internacionales (0/1)    | Torneos internacionales (0/1)      | Torneos internacionales (0/1) |
| Competición                      | Títulos                            | Subcampeonatos                |
| -------------------------------- | ---------------------------------- | ----------------------------- |
| Campeonato Sudamericano (0/1)    |                                    | 1984                          |
| Torneos nacionales (2/4)         |                                    |                               |
| Competición                      | Títulos                            | Subcampeonatos                |
| Primera División                 |                                    |                               |
| Liga Nacional (0/1)              |                                    | 1988                          |
| Campeonato Argentino (1/1)       | 1983                               | 1984                          |
| Copa Argentina (0/2)             |                                    | 2004, 2005                    |
| Segunda División                 |                                    |                               |
| Torneo Nacional de Ascenso (1/0) | 2003-04                            |                               |
| Torneos amateurs (9/0)           |                                    |                               |
| Competición                      | Títulos                            | Subcampeonatos                |
| Torneo Apertura (2/0)            | 1937, 1938                         |                               |
| Torneo Metropolitano (6/0)       | 1951, 1954, 1955, 1964, 1965, 1966 |                               |
| Torneo Oficial (1/0)             | 1938                               |                               |

## Premios
| MVP de la Temporada - Héctor Campana - 1989 - 1990 | MVP del Juego de las Estrellas de la LNB - Luis Villar - 1988, 1989 Torneo de Volcadas de la LNB - Raúl Merlo - 1988 - Luis Villar - 1889 - Héctor Campana - 1990 |